# Rikomagic

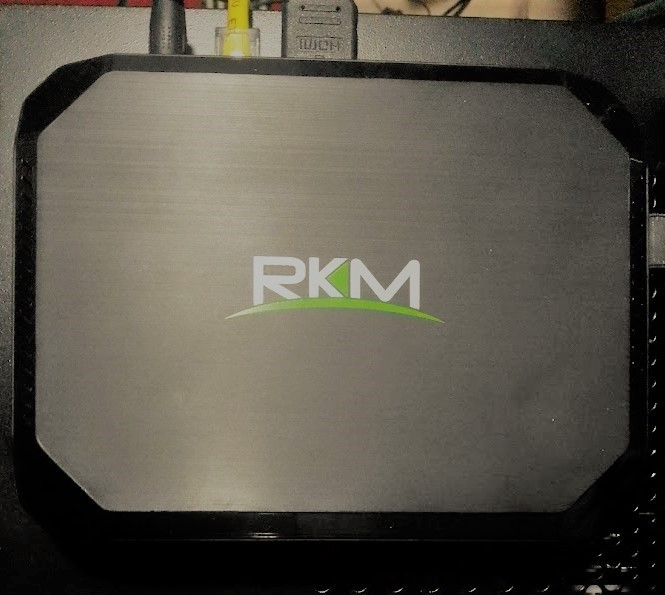
Boitier Rikomagic

Rikomagic est une entreprise chinoise fabricant des ordinateurs basés sur des SoC d'architecture ARM. Elle est basée à Shenzhen, province du Guangdong, en République populaire de Chine.
C'est une des premières sociétés à avoir développé des PC-on-a-stick, Android Mini PC MK802 sorti en mai 2012, et leur second modèle, le MK802 II sorti en septembre 2012, comportant un SoC Allwinner A10 de la société Allwinner Technology.
Dès le début, les produits de la société comme le stick PC MK802 ont été mis en avant pour leur possibilité d'utiliser des distributions Linux telles qu'Ubuntu ou Debian.
Clousto, un intégrateur britannique développe également des versions préinstallées avec des systèmes GNU/Linux basées sur la distribution Ubuntu de ses produits.